# Club Atlético Peñarol
Club Atlético Peñarol (pronunție în spaniolă [kluβ aˈtletiko peɲaˈɾol]), sau simplu Peñarol, este un club de sportiv uruguayan din Montevideo, cunoscut mai ales datorită echipei sale de fotbal. Fondat pe 28 septembrie 1891 ca Central Uruguay Railway Cricket Club (CURCC), clubul și-a schimbat denumirea în Club Atlético Peñarol în 1913. Numele "Peñarol" vine de la localitatea învecinată Peñarol, de la periferia orașului Montevideo.
Peñarol deține recordul pentru cele mai multe campionate profesioniste ale Uruguayului câștigate, având la activ 37 de trofee. De asemenea el deține și recordul la numărul total de campionate ale Uruguayului câștigate, având 47 (amatoare și profesioniste).

## Lotul actual
| Nr. |          | Poziție | Jucător                                                     |
| --- | -------- | ------- | ----------------------------------------------------------- |
| 1   | Uruguay  | P       | Kevin Morgan                                                |
| 2   | Brazilia | F       | Léo Coelho                                                  |
| 3   | Uruguay  | F       | Martín Gianoli                                              |
| 4   | Uruguay  | F       | Guzmán Rodríguez                                            |
| 5   | Uruguay  | M       | Sebastián Cristóforo                                        |
| 6   | Ecuador  | F       | Byron Castillo                                              |
| 7   | Uruguay  | M       | Javier Cabrera                                              |
| 8   | Uruguay  | M       | Leonardo Fernández (împrumutat de la Deportivo Toluca F.C.) |
| 9   | Uruguay  | M       | Franco González                                             |
| 10  | Uruguay  | M       | Gastón Ramírez (căpitan)                                    |
| 11  | Uruguay  | A       | Maximiliano Silvera                                         |
| 12  | Uruguay  | P       | Guillermo de Amores                                         |
| 13  | Uruguay  | M       | Eduardo Darias                                              |
| 14  | Uruguay  | M       | Damián García                                               |
| 15  | Uruguay  | F       | Maximiliano Olivera                                         |
| 16  | Uruguay  | F       | Mathías de Ritis                                            |
| 17  | Uruguay  | A       | Luciano González                                            |
| 18  | Uruguay  | M       | Camilo Mayada                                               |

| Nr. |           | Poziție | Jucător            |
| --- | --------- | ------- | ------------------ |
| 19  | Argentina | F       | Diego Sosa         |
| 20  | Uruguay   | F       | Pedro Milans       |
| 22  | Brazilia  | A       | Matheus Babi       |
| 23  | Uruguay   | M       | Javier Méndez      |
| 25  | Uruguay   | M       | Ignacio Sosa       |
| 26  | Argentina | A       | Leonardo Sequeira  |
| 27  | Uruguay   | F       | Lucas Hernández    |
| 29  | Uruguay   | P       | Washington Aguerre |
| 30  | Argentina | A       | Ángel González     |
| 31  | Uruguay   | M       | Santiago Benítez   |
| 32  | Uruguay   | P       | Randall Rodríguez  |
| 33  | Uruguay   | A       | Nahuel Acosta      |
| 34  | Uruguay   | F       | Nahuel Herrera     |
|     | Uruguay   | P       | Juan Pablo Muñoz   |
|     | Uruguay   | A       | José Neris         |
|     | Uruguay   | A       | Lucas Bassadone    |

Staff
- Antrenor: Diego Alonso
- Antrenori secunzi: Sergio Cabrera, Daniel Oddine
- Antrenor de portari: Hugo Quevedo
- Medici: Alfredo Rienzi and Mario Pagano

## Palmares

### Competiții naționale
- Liga Uruguayană (54):

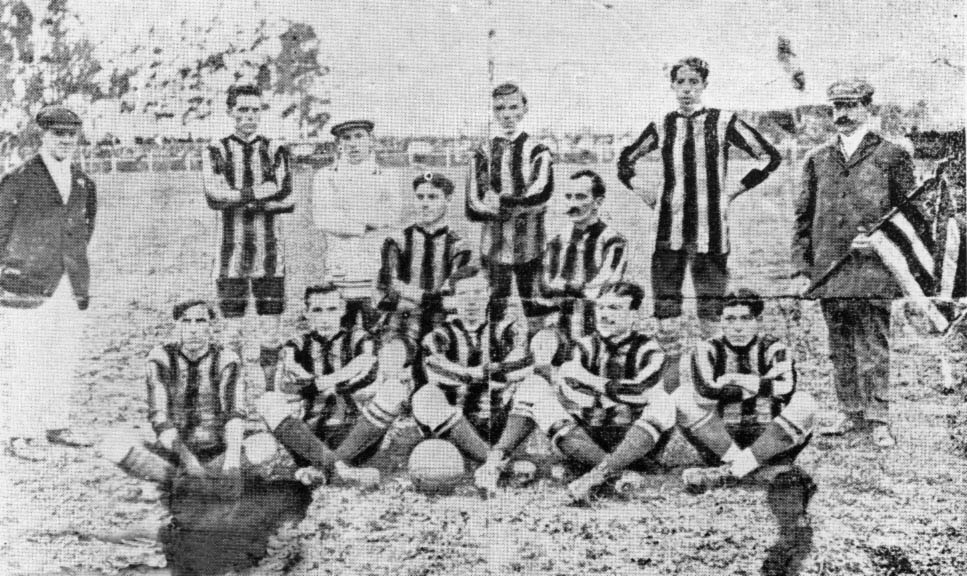
The 1911 team that won its last title as the CURCC.

  - Campionatul Uruguayan (AUF (47): 1900, 1901, 1905, 1907, 1911, 1918, 1921, 1928, 1929, 1932, 1935, 1936, 1937, 1938, 1944, 1945, 1949, 1951, 1953, 1954, 1958, 1959, 1960, 1961, 1962, 1964, 1965, 1967, 1968, 1973, 1974, 1975, 1978, 1979, 1981, 1982, 1985, 1986, 1993, 1994, 1995, 1996, 1997, 1999, 2003, 2009–10, 2012–13, 2015–16, 2017, 2018, 2021, 2024[5]
  - Campionatul Uruguayan (FUF) (1): 1924[5]
  - Campionatul Uruguayan (Consejo Provisorio) (1): 1926[5]

### Competiții internaționale
- Cupa Intercontinentală (3): 1961, 1966, 1982[6]
- Copa Libertadores (5): 1960, 1961, 1966, 1982, 1987[7]
- Supercupa Campionilor Intercontinentali (1): 1969[8]

### Alte competiții internaționale
- Copa de Honor Cousenier (AFA/AUF)[note 1] (3): 1909, 1911, 1918[9]
- Tie Cup (AFA/AUF)[note 1] (1): 1916[10]
- Copa Aldao (AFA/AUF)[note 1] (1): 1928[11]
- IFA Shield (IFA)[note 2] (1): 1985[12]

## Echipa secoluluidin America de Sud

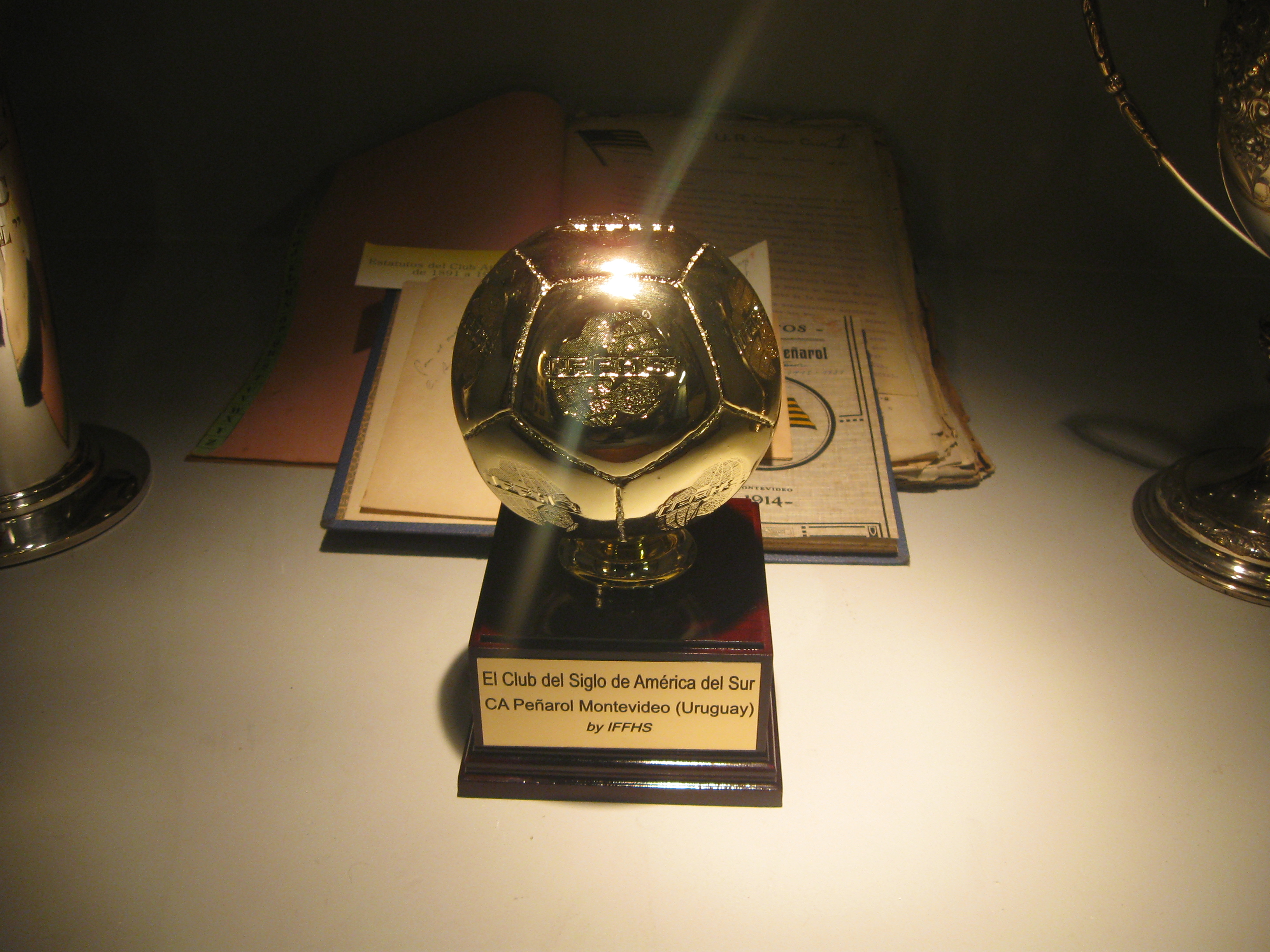
Trophy awarded by the IFFHS

În 2009, Federația Internațională de Istorie și Statistică a Fotbalului a publicat lista celor mai bune cluburi ale secolului XX de pe fiecare continent. Peñarol a fost desemnat echipa secolului în America de Sud, devansându-i pe Independiente din Argentina și Nacional din Uruguay.
| Poziția | Echipa          | Țara      | Puncte |
| ------- | --------------- | --------- | ------ |
| 1       | Peñarol         | Uruguay   | 531    |
| 2       | Independiente   | Argentina | 426.5  |
| 3       | Nacional        | Uruguay   | 414    |
| 4       | River Plate     | Argentina | 404.25 |
| 5       | Olimpia         | Paraguay  | 337    |
| 6       | Boca Juniors    | Argentina | 312    |
| 7       | Cruzeiro        | Brazilia  | 295.5  |
| 8       | São Paulo       | Brazilia  | 242    |
| 9       | América de Cali | Columbia  | 220    |
| 10      | Palmeiras       | Brazilia  | 213    |

## Internaționali importanți
Peregrino Anselma
Miguel Capuccini
Lorenzo Fernandez
Alvaro Gestido
Carlos Riolfo
Luiz Luz
Julio Cesar Britos
Alcides Ghiggia
Juan Carlos Gonzalez
Roque Maspoli
Oscar Miguez
Washington Ortuño
Juan Alberto Schiaffino
Obdulio Varela
Ernesto Vidal
Victor Rodriguez Andrade
Julio Alblaste
Juan Hohberg
Carlos Borges
Mirto Dalbonis
Nelson Gonçalves
Jose Sasia
Pedro Roma
Luis Cubilla
Luis Maidana

## Istoricul antrenorilor
| - Leonardo de Luca (1932–34) - José Piendibene (1934) - Athuel Velásquez (1935–40) - José Piendibene (1940–41) - Leonardo de Luca (1941) - Luis Manuel Morquio (1941) - Lorenzo Fernández (1941–42) - John Harley (1942) - Leonardo de Luca (1942–43) - Juan Pedro Arremón (1943) - Pedro de Hegedüs (1943) - Aníbal Tejada (1944) - Alberto Suppici (1945) - Aníbal Tejada (1946) - Jorge Clulow (1947) - Randolph Galloway (1948) - Emérico Hirschl (1949–51) - Juan López (1952–55) - Roque Máspoli and Obdulio Varela (1955) - Emérico Hirschl (1956) - Gerardo Spósito (1957) - Hugo Bagnulo (1958–59) - Roberto Scarone (1959–61) - Bela Guttman (1962) - Pelegrín Anselmo (1962) - Roque Máspoli (1963–67) - Rafael Milans (1968–69) - Osvaldo Brandao (1969–70) - Roque Máspoli (1970–71) | - Juan Eduardo Hohberg (1971) - Ondino Viera (1972) - Juan Ricardo Faccio (1972–73) - Hugo Bagnulo (1973–74) - José María Rodríguez (1974) - Hugo Bagnulo (1974–75) - Juan Alberto Schiaffino (1975–76) - Roque Máspoli (1976) - Dino Sani (1977–80) - Mario Tuane (1980) - Luis Prais (1980) - José Etchegoyen (1980) - Jorge Kistenmacher (1980) - Alcides Ghiggia (1980) - Luis Cubilla (1 Jan 1981–31 Dec 1981) - Hugo Bagnulo (1982–83) - Osvaldo Balseiro (1983) - Hugo Fernández (1984) - César Luis Menotti (1 July 1984–30 June 1985) - Roque Máspoli (1 Jan 1985–31 Dec 1986) - Ramón Silva (1986) - Óscar Tabárez (1987) - Fernando Morena (1988) - Roque Máspoli (1 Jan–31 Dec 1988) - Ladislao Mazurkiewicz (1988–89) - Walter Roque (1989) - Roberto Fleitas (1989–90) - César Luis Menotti (1 July 1990–30 June 1991) - Juan Duarte (1991) | - Ricardo Ortiz (1 Jan 1991–30 June 1992) - Ljupko Petrović (1992) - Roque Máspoli (1 Jan 1992–31 Dec 1992) - Walter Olivera (1992) - Juan Ricardo Faccio (1992) - Gregorio Pérez (1 Jan 1993–31 Dec 1995) - Jorge Fossati (1 Jan 1996–31 Dec 1996) - Alejandro Botello (1996) - Gregorio Pérez (1 Jan 1997–31 Dec 1998) - Julio Ribas (1 Jan 1999–20 Dec 2001) - Gregorio Pérez (2002) - Diego Aguirre (1 Jan 2003–1 Jan 2005) - Fernando Morena (2005) - Luis Garisto (2006) - Mario Saralegui (24 April–30 June 2006) - Gregorio Pérez (15 July 2006–30 June 2007) - Gustavo Matosas (2007) - Mario Saralegui (11 March 2008–19 Jan 2009) - Julio Ribas (20 Jan–14 Sept 2009) - Víctor Púa (14 Sept–14 Dec 2009) - Diego Aguirre (7 Dec 2009–6 June 2010) - Manuel Keosseian (1 Sept–23 Nov 2010) - Edison Machín (2010) - Diego Aguirre (7 Dec 2010–6 Sept 2011) - Gregorio Pérez (6 Sept 2011–27 Feb 2012) - Jorge Gonçalves (27 Feb–1 March 2012) - Jorge da Silva (1 March 2012–30 June 2013) - Diego Alonso (19 iunie 2013–) |

Notă: Antrenorii interimari cu cursiv